# 7953-as busz
Az 7953-as jelzésű helyközi autóbusz Pápa, autóbusz-állomás és Karakószörcsök, autóbusz-állomás között közlekedik. A járatot a Volánbusz üzemelteti.

## Megállóhelyei
| 0  | 0  | 0  | Pápa, autóbusz-állomás végállomás | 0 | 1, 1A, 1Y, 2, 5, 5T, 6A, 7, 8A, 8B, 13, 14, 16, 17 1229, 1251, 1564, 1620, 1663, 1671, 1711, 1714, 1717, 1720, 1722, 1794, 1848, 1851 7391, 7701, 7754, 7901, 7902, 7904, 7908, 7912, 7914, 7918, 7920, 7922, 7926, 7927, 7928, 7929, 7931, 7932, 7934, 7936, 7939, 7940, 7942, 7944, 7950, 7952, 7956, 7958, 7963, 7972, 7974, 7982, 7983, 7986, 7987, 7993 |
| 1  | 1  | 1  | Pápa, Török Bálint utca           | 0 | 1, 6B, 8B, 13, 17 1671 7944, 7950, 7952, 7956, 7958, 7993 |
| 2  | 2  | 2  | Pápa, Vásár utca                  | 0 | 6B, 7, 7A, 8B, 13 1663, 1671 7931, 7950, 7952, 7956, 7958, 7963, 7993 |
| 3  | 3  | 3  | Pápa, Határ utca                  | 0 | 6A, 6B, 8A, 8B, 13 1671, 1848 7931, 7950, 7952, 7956, 7958, 7963, 7993 |
| 4  | 4  | 4  | Pápa, Volán-telep                 | 0 | 6B, 7, 7A, 8B, 13 1671 7950, 7952, 7956, 7958, 7963, 7993 |
| 5  | 5  | 5  | Pápa (Borsosgyőr), aut. vt.       | 0 | 13, 15 1663, 1671, 1848 7940, 7950, 7952, 7956, 7958, 7963, 7993 |
| 6  | 6  | 6  | Pápa (Borsosgyőr), téglagyár      | 0 | 13 7944, 7950, 7952, 7956, 7958, 7993 |
| 7  | 7  | 7  | Pápadereskei elágazás II.         | 0 | 7944, 7950, 7952, 7956, 7958, 7993 |
| ∫  | ∫  | 8  | Pápadereske, alsó                 | 0 | 7944, 7950, 7952, 7956, 7958, 7993 |
| ∫  | ∫  | 9  | Pápadereske, Rákóczi utca         | 0 | 1663 7944, 7950, 7952, 7956, 7958, 7993 |
| ∫  | ∫  | 10 | Pápadereske, alsó                 | 0 | 7944, 7950, 7952, 7956, 7958, 7993 |
| 8  | 8  | 11 | Pápadereskei elág. II.            | 0 | 7944, 7950, 7952, 7956, 7958, 7993 |
| 9  | 9  | 12 | Nyárád, békási elág.              | 0 | 6823, 7944, 7950, 7952, 7956, 7958, 7993 |
| 10 | 10 | 13 | Nyárád, Dózsa Gy. u.              | 0 | 6823, 7944, 7950, 7952, 7956, 7958, 7993 |
| 11 | 11 | 14 | Nyárád, aut. vt.                  | 0 | 1663, 1671, 1848 6823, 7944, 7950, 7952, 7956, 7958, 7993 |
| 12 | 12 | 15 | Nyárád, Szabadság u.              | 0 | 6823, 7944, 7950, 7952, 7956, 7958, 7993 |
| ∫  | ∫  | 16 | Mihályháza, aut. vt.              | 0 | 6823, 7956, 7958, 7963, 7993 |
| 13 | 13 | 17 | Nyárád, nemesszalóki út           | 0 | 6823, 7944, 7950, 7952, 7956, 7958, 7993 |
| 14 | 14 | 18 | Nemesszalók, dabronyi elág.       | 0 | 6823, 7944, 7950, 7952, 7956, 7958, 7993 |
| 15 | ∫  | 19 | Nemesszalók, aut. vt.             | 0 | 7944, 7956 |
| ∫  | ∫  | 20 | Marcalgergelyi, v. átjáró         | 0 | 7944, 7956 |
| ∫  | ∫  | 21 | Vinár, vá.                        | 0 | 7956 |
| ∫  | ∫  | 22 | Vinár, forduló                    | 0 | 7956 |
| ∫  | ∫  | 23 | Vinár, vá.                        | 0 | 7956 |
| ∫  | ∫  | 24 | Marcalgergelyi, v. átjáró         | 0 | 7944, 7956 |
| ∫  | ∫  | 25 | Marcalgergelyi, templom           | 0 | 7944, 7956 |
| ∫  | ∫  | 26 | Marcalgergelyi, v. átjáró         | 0 | 7944, 7956 |
| 15 | ∫  | 27 | Nemesszalók, aut. vt.             | 0 | 7944, 7956 |
| 16 | 15 | 28 | Külsővat, bej. út                 | 0 | 1663, 1671, 1846 6823, 7944, 7950, 7956, 7993, 7996 |
| ∫  | ∫  | 29 | Külsővat, Zrínyi utca             | 0 | 1663, 1671, 1848 6823, 7807, 7888, 7993, 7996, 7997 |
| ∫  | ∫  | 30 | Külsővat, faluközpont             | 0 | 1663, 1671, 1848 6823, 7807, 7888, 7993, 7996, 7997 |
| ∫  | ∫  | 31 | Külsővat, Zrínyi utca             | 0 | 1663, 1671, 1848 6823, 7807, 7888, 7993, 7996, 7997 |
| 16 | 15 | 32 | Külsővat, bej. út                 | 0 | 6823, 7944, 7950, 7956, 7993, 7996 |
| 17 | ∫  | 33 | Külsővat, vá.                     | 0 | 7807, 7888, 7996, 7997 |
| 18 | ∫  | 34 | Külsővat, Bánhalma                | 0 | 7807, 7888, 7996, 7997 |
| 19 | ∫  | 35 | Adorjánháza, Fő utca              | 0 | 7807, 7888, 7996, 7997 |
| 20 | ∫  | 36 | Egeralja, posta                   | 0 | 7807, 7888, 7996, 7997 |
| 21 | ∫  | 37 | Csögle, községháza                | 0 | 7807, 7888, 7996, 7997 |
| 22 | ∫  | 38 | Csögle, vegyesbolt                | 0 | 7807, 7888, 7996, 7997 |
| 23 | 15 | 39 | Csögle, kispiriti elág.           | 0 | 7807, 7888, 7996, 7997 |
| ∫  | ∫  | 40 | Kispirit, csárda                  | 0 | 7888, 7996, 7997 |
| ∫  | ∫  | 41 | Nagypirit, aut. vt                | 0 | 7888, 7996, 7997 |
| ∫  | ∫  | 42 | Kispirit, csárda                  | 0 | 7888, 7996, 7997 |
| ∫  | ∫  | 43 | Csögle, kispiriti elág.           | 0 | 7807, 7888, 7996, 7997 |
| 23 | 15 | 44 | Kiscsőszpuszta                    | 0 | 7807, 7888, 7996, 7997 |
| 24 | 16 | 45 | Kiscsősz, aut. vt.                | 0 | 7807, 7886, 7888, 7996, 7997 |
| 25 | 17 | 46 | Iszkáz, emlékház                  | 0 | 7754, 7807, 7886, 7888, 7996, 7997 |
| 26 | 18 | 47 | Iszkáz, kiscsőszi elág.           | 0 | 7754, 7807, 7886, 7888, 7996, 7997 |
| 27 | 19 | 48 | Iszkáz, központ                   | 0 | 7754, 7807, 7886, 7888, 7996, 7997 |
| 28 | 20 | 49 | Kerta, iszkázi elágazás           | 0 | 7752, 7754, 7807, 7886, 7888, 7996, 7997 |
| ∫  | ∫  | 50 | Kerta, fordulóhely                | 0 | 7752, 7754, 7807, 7886, 7888, 7996, 7997 |
| 28 | 20 | 51 | Kerta, iszkázi elágazás           | 0 | 7752, 7754, 7807, 7886, 7888, 7996, 7997 |
| 29 | 21 | 52 | Karakószörcsök, v. mh.            | 0 | 7752, 7807, 7810, 7812, 7843, 7846, 7852, 7886, 7888, 7996, 7997 |